# Ämmäsjärvi (Korpilombolo socken, Norrbotten, 742913-180903)
Ämmäsjärvi är en sjö i Pajala kommun i Norrbotten och ingår i Kalixälvens huvudavrinningsområde. Sjön har en area på 0,0622 kvadratkilometer och ligger 128 meter över havet.

## Delavrinningsområde
Ämmäsjärvi ingår i det delavrinningsområde (743338-180652) som SMHI kallar för Mynnar i Kalixälvens vattendragsyta. Medelhöjden är 152 meter över havet och ytan är 28,89 kvadratkilometer. Räknas de 35 avrinningsområdena uppströms in blir den ackumulerade arean 649,76 kvadratkilometer. Teurajoki (Jierijoki) som avvattnar avrinningsområdet har biflödesordning 2, vilket innebär att vattnet flödar genom totalt 2 vattendrag innan det når havet efter 136 kilometer. Avrinningsområdet består mestadels av skog (68 procent) och sankmarker (22 procent). Avrinningsområdet har 0,06 kvadratkilometer vattenytor vilket ger det en sjöprocent på 0,2 procent.